# Over Kellet
Over Kellet är en ort och civil parish i Storbritannien.   Den ligger i grevskapet Lancashire och riksdelen England, i den centrala delen av landet, 300 km nordväst om huvudstaden London. Over Kellet ligger 96 meter över havet och antalet invånare är 761.
Terrängen runt Over Kellet är platt åt nordväst, men åt sydost är den kuperad. En vik av havet är nära Over Kellet västerut. Runt Over Kellet är det ganska tätbefolkat, med 214 invånare per kvadratkilometer. Närmaste större samhälle är Morecambe, 9,9 km sydväst om Over Kellet. Trakten runt Over Kellet består i huvudsak av gräsmarker.